# وادي القلط

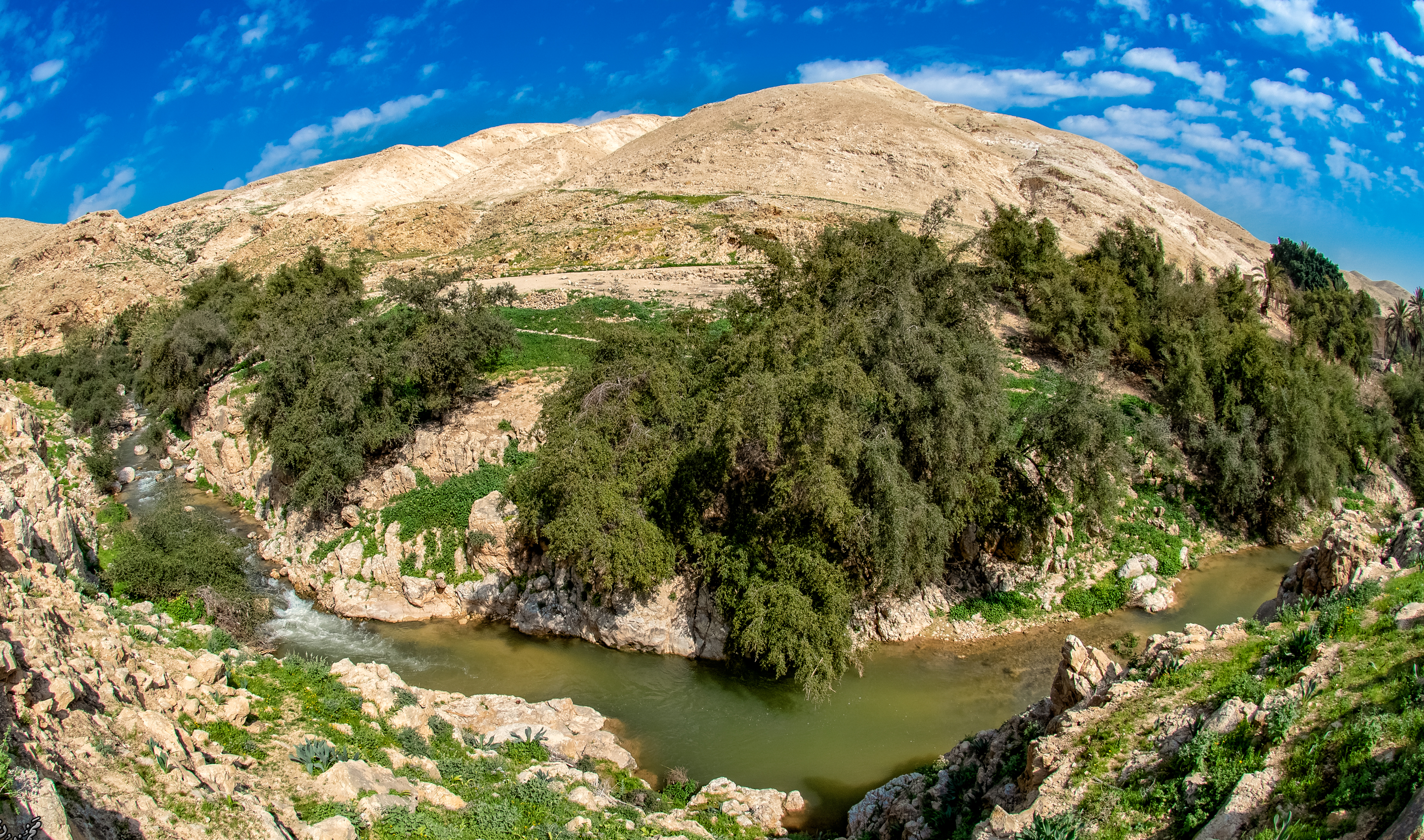
وادي القلط

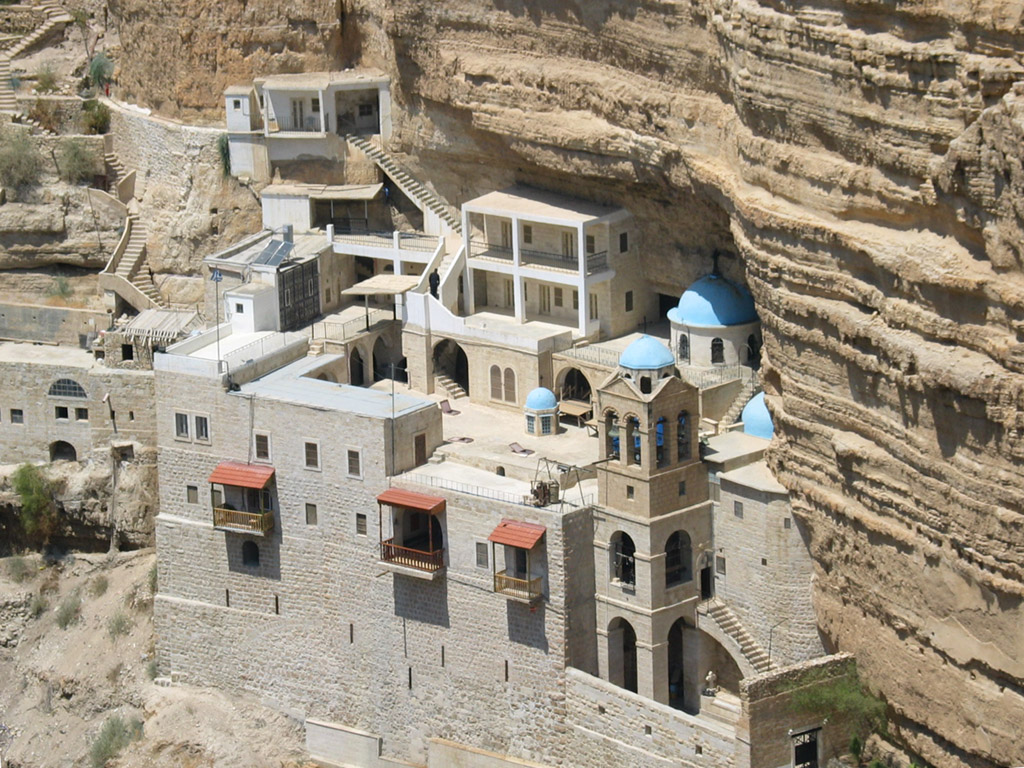
دير القديس جورج

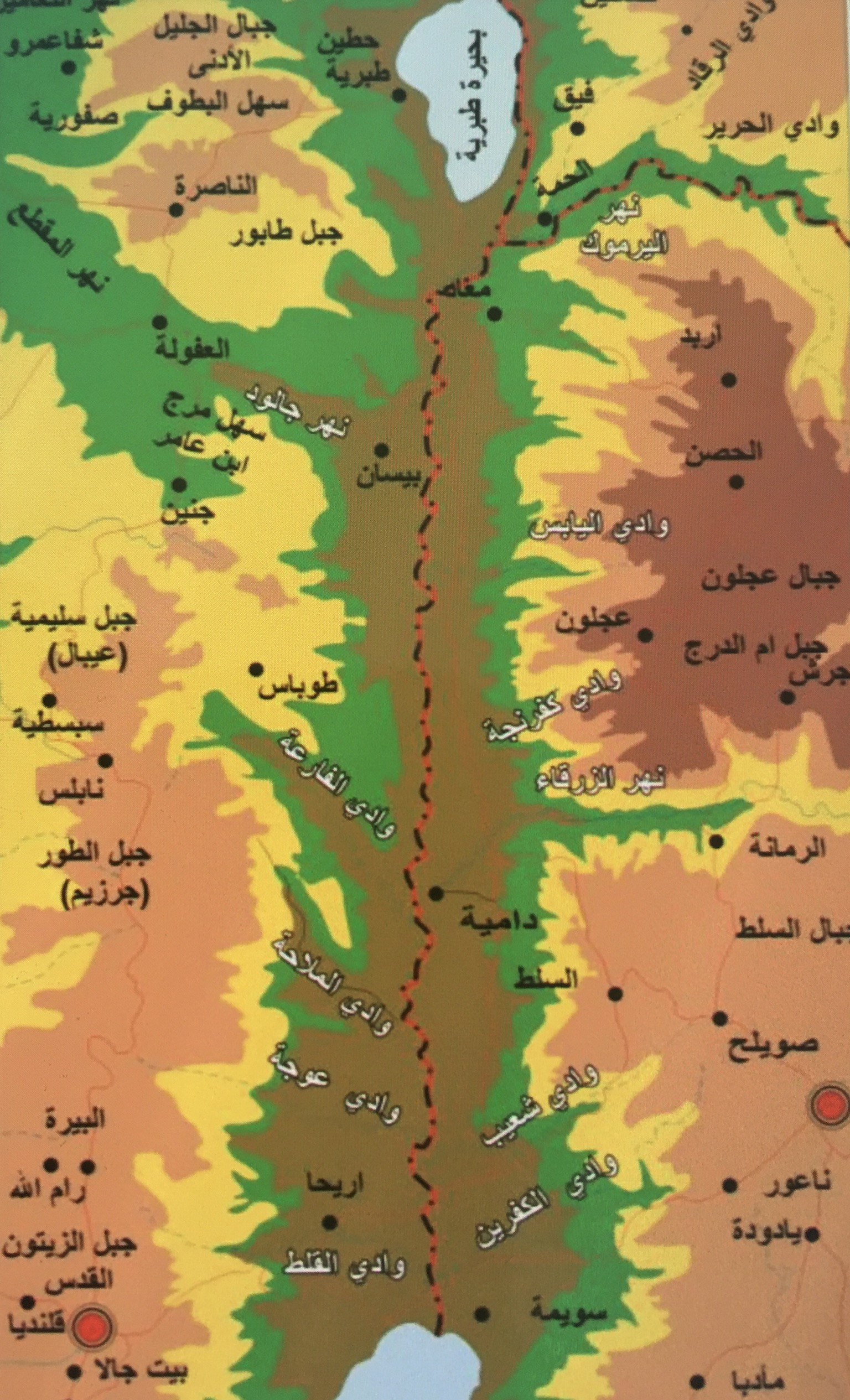
وادي القلط وأودية نهر الشريعة

وادي القلط هو انحدار طبيعي بين الهضاب المجاورة، وهو مكون من جدران صخرية عالية تمتد لمسافة 45 كيلو متر بين أريحا والقدس، الطريق الضيقة والوعرة التي تمتد بمحاذاة الوادي كانت في يوم من الأيام الطريق الرئيسي لمدينة أريحا ولكنها تستعمل الآن من قبل السياح الزائرين لدير القديس جورج.

## الجغرافيا
يحتوي التيار المياه الذي يتدفق شرقًا أسفل الوادي الذي يخترق الحجر الجيري لجبال يهودا، على ثلاثة ينابيع معمرة، لكل منها اسم عربي وعبري: عين فرح/عين برات، وهي أكبر الينابيع تقع على رأس الوادي. عين فوار/عين مابوعا وهي تقع في الوسط؛ والربيع القلطي المسمى الفردي أبعد قليلا. في العبرية يسمى التيار الماء بأكمله برات. في اللغة العربية، لكل قسم اسمه الخاص: وادي فارة للجزء الأعلى، ووادي فوار للجزء الأوسط، ووادي القلت للجزء السفلي.

## البيئة
وادي القلط هو موطن لمجموعة فريدة من النباتات والحيوانات.

### منطقة الطيور المهمة
```
وقد اعترفت 
المنظمة الدولية للطيور الحية
 بالموقع الذي تبلغ مساحته 000 15 هكتار على أنه 
منطقة هامة للطيور
 لأنه يدعم مجموعات من 
 البوهة الأوراسية
 
والنسور السمراء
 
ونسور بونيلي
، 
والعويسق
.
[
3
]
```

## الأهمية الدينية

### التقليد المسيحي
يقول التقليد أن هذا هو المكان في الصحراء حيث صلى يواكيم، والد العذراء مريم ليبارك بطفل ونال الوعد من ملاك الله، كما هو مذكور في إنجيل يعقوب الأوليّ. يرتبط كهف القديسة حنة، الذي يسكنه الرهبان حتى بضعة عقود مضت، بهذا التقليد. [بحاجة لمصدر]
يرتبط دير القديس جورج أيضا بالتقاليد المريمية، وهو مبني في منحدرات الوادي على مسافة قصيرة من كهف القديسة حنة.

## التاريخ

### العصر البرونزي والعصر الحديدي
قبور بني إسرائيل عبارة عن هياكل حجرية كبيرة جدًا تعود للعصر البرونزي، ترتفع من هضبة صخرية تطل على وادي القلط.

### العصور الهلنستية والرومانية
عُثر على العديد من القنوات المائية على طول الجدول، وأقدم هذه القنوات يعود تاريخها إلى العصر الحشموني (القرن الثاني قبل الميلاد). وكانت هذه القنوات تنقل الماء من ثلاثة ينابيع رئيسية إلى سهل أريحا.
```
كانت قصور الشتوية لملوك الحشمونيين 
وهيرودس الكبير
 تقع عند الطرف السفلي من الوادي حيث تصل إلى سهل أريحا.
[
8
]
 ثمة بناء داخل القصور الشتوية الملكية الحشمونية يُعرَف اليوم باسم 
كنيس وادي القلط
، بحسب حفّاره إيهود نتزر، وهو أحد أقدم المعابد اليهودية في العالم.
[
9
]
[
10
]
```

خلال الحرب اليهودية الأولى مع روما، يقال إن زعيم المتمردين سيمون بار غيورا صمد في كهوف هذا الوادي، المعروف سابقا باسم «كنيسة الفرعون».

### الرهبنة الرومانية والبيزنطية المتأخرة
يحتوي وادي القلط على أديرة ومواقع مسيحية قديمة. وفقا للتقاليد، أنشئت أول مستوطنة رهبانية في برّ الخليل، من قبل القديس شاريتون المعترف في نهاية القرن الثالث في وادي القلط العلوي، وهي منطقة معروفة لدى الروم الأرثوذكس باسم وادي فاران.
تأسس دير القديس جورج على يد يوحنا حوالي عام 480 م، وأصبح مركزًا روحيًا مهمًا في القرن السادس تحت حكم القديس جورج تشوزيبا. كان النساك الذين يعيشون في الكهوف في المنحدرات القريبة يجتمعون في الدير لتناول قداس أسبوعي وجبة جماعية.
حُفر دير بيزنطي آخر في الموقع المعروف باللغة العربية باسم خان صليبا. تقع بقاياها الضئيلة على يسارا على الجانب الأيسر من مفترق الطريق على شكل حرف T الذي يربط الطريق السريع الحديث 1 بالطريق القديم وصولا إلى أعلى أدميم (بالذهاب إلى اليمين يصل إلى أريحا في السهل في الأسفل). بُني دير القديس آدم الذي يعود تاريخه إلى القرن الخامس هناك "لأنه بقي هناك وبكى على فقدان الفردوس" (إبيفانيوس). وجد علماء الآثار فسيفساء بيزنطية رائعة في موقع الحج السابق.

### 1948
قرب نهاية حرب فلسطين عام 1948 ومنذ بداية الحرب العربية الإسرائيلية التي أعقبتها، كانت ينابيع وادي القلط، التي زودت أريحا بالكثير من المياه، هدفًا رئيسياً لبرنامج الحرب البيولوجية الإسرائيلي، عن طريق تلويث المياه بالتيفوس وبكتيريا الدفتيريا، لمنع تقدم الفيلق العربي إلى المنطقة، التي في خطة الأمم المتحدة لتقسيم فلسطين، كانت مخصصة للسكان العرب. تشير بعض الأدلة إلى أن عملية تسمم الآبار ربما تكون قد تكشفت في هذه المنطقة في تموز/يوليو من ذلك العام.

### 1967 وما بعدها
احتلت إسرائيل المنطقة في عام 1967م.
ففي 20 كانون الأول/ديسمبر 1968، قُتل المقدّم الإسرائيلي زفي (تسفيكا) عفر، قائد وحدة النخبة خروب والحاكم العسكري السابق لنابلس والحاصل على وسام الشجاعة الإسرائيلي، في معركة في وادي القلط بينما كان يُطارد مقاتلين عرب كانوا قد عبروا نهر الأردن.

## السياحة

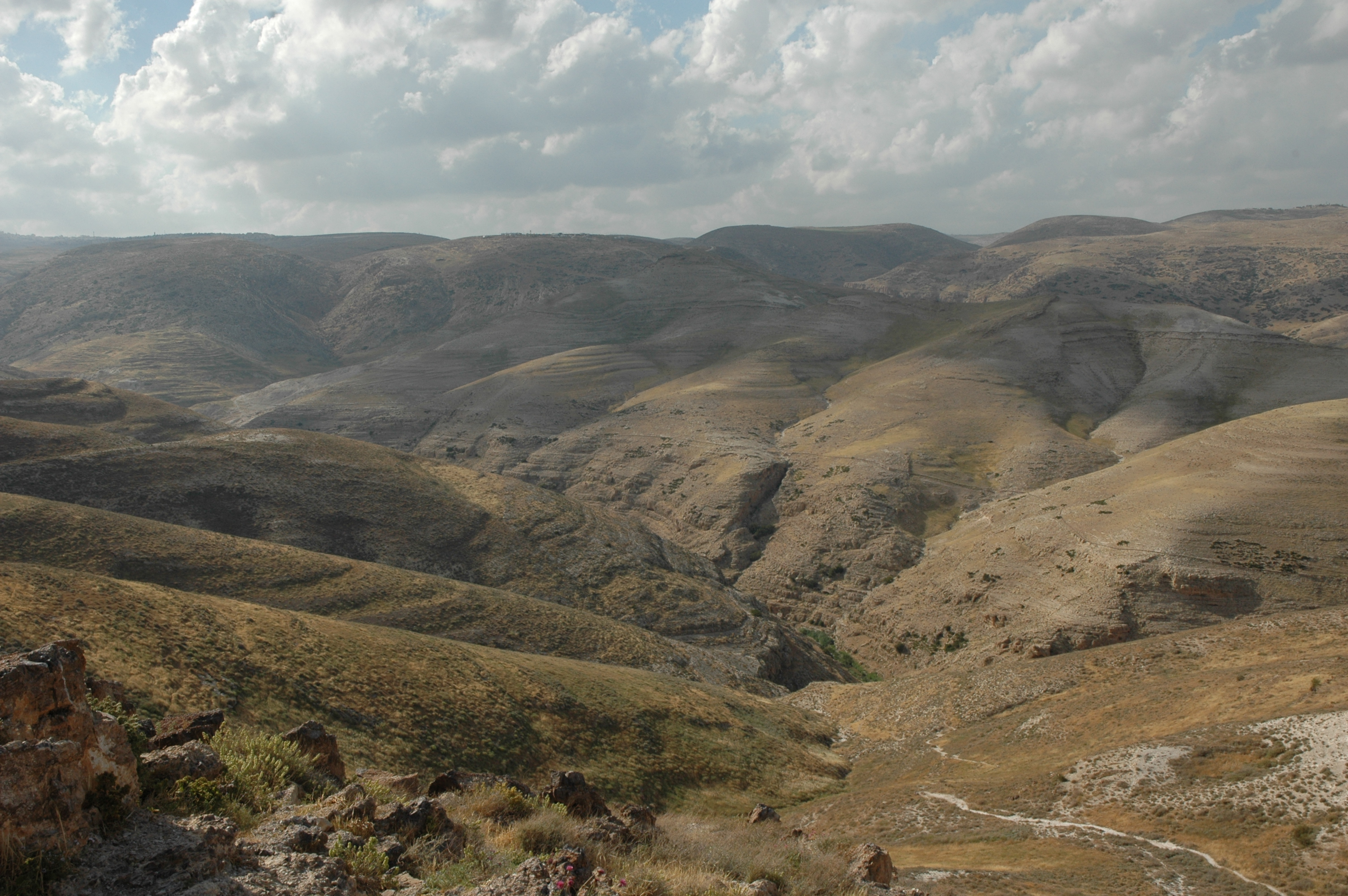
وادي القلط

أعلنت إسرائيل الأجزاء العليا من الوادي كمنطقة محمية تحت اسم محمية عين برات الطبيعية.
جزء كبير من وادي القلط هو طريق شهير للمتنزهين الفلسطينيين والإسرائيليين. من الممكن المشي لمسافات طويلة على طول الطريق من بلدة حزما إلى أريحا، وهي رحلة طولها 25 كيلومترا ونزولا يبلغ ارتفاعها 850 مترًا.
يستخدم المتنزهون الإسرائيليون والفلسطينيون والأجانب المسارات المحددة جزئيًا على طول الوادي. ويستطيع الفلسطينيون عموما الزيارة عندما يأتون من نابلس ورام الله والقدس دون الحاجة إلى المرور عبر نقاط التفتيش.

## بدوي
يستخدم الوادي من قبل العديد من الرعاة البدو. كما يكسب بعض البدو وسكان أريحا رزقهم بالقرب من دير القديس جاورجيوس، من خلال تقديم ركوب الحمير للحجاج وبيعهم المشروبات والهدايا التذكارية.

## معرض الصور

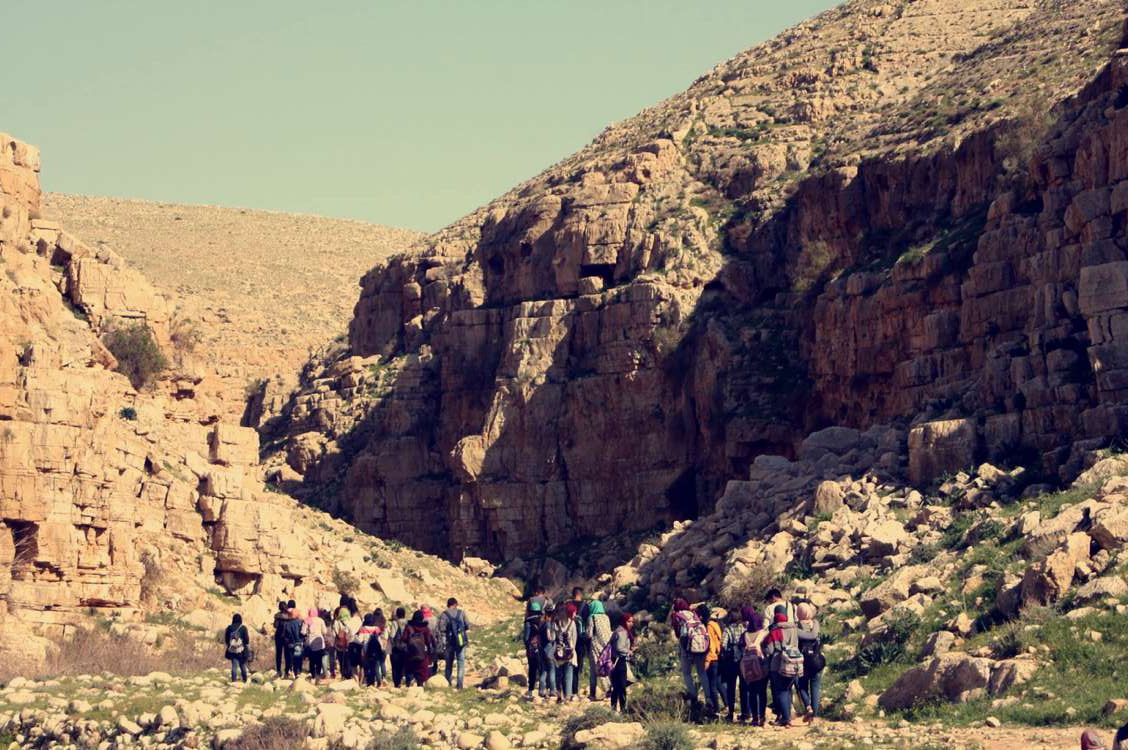
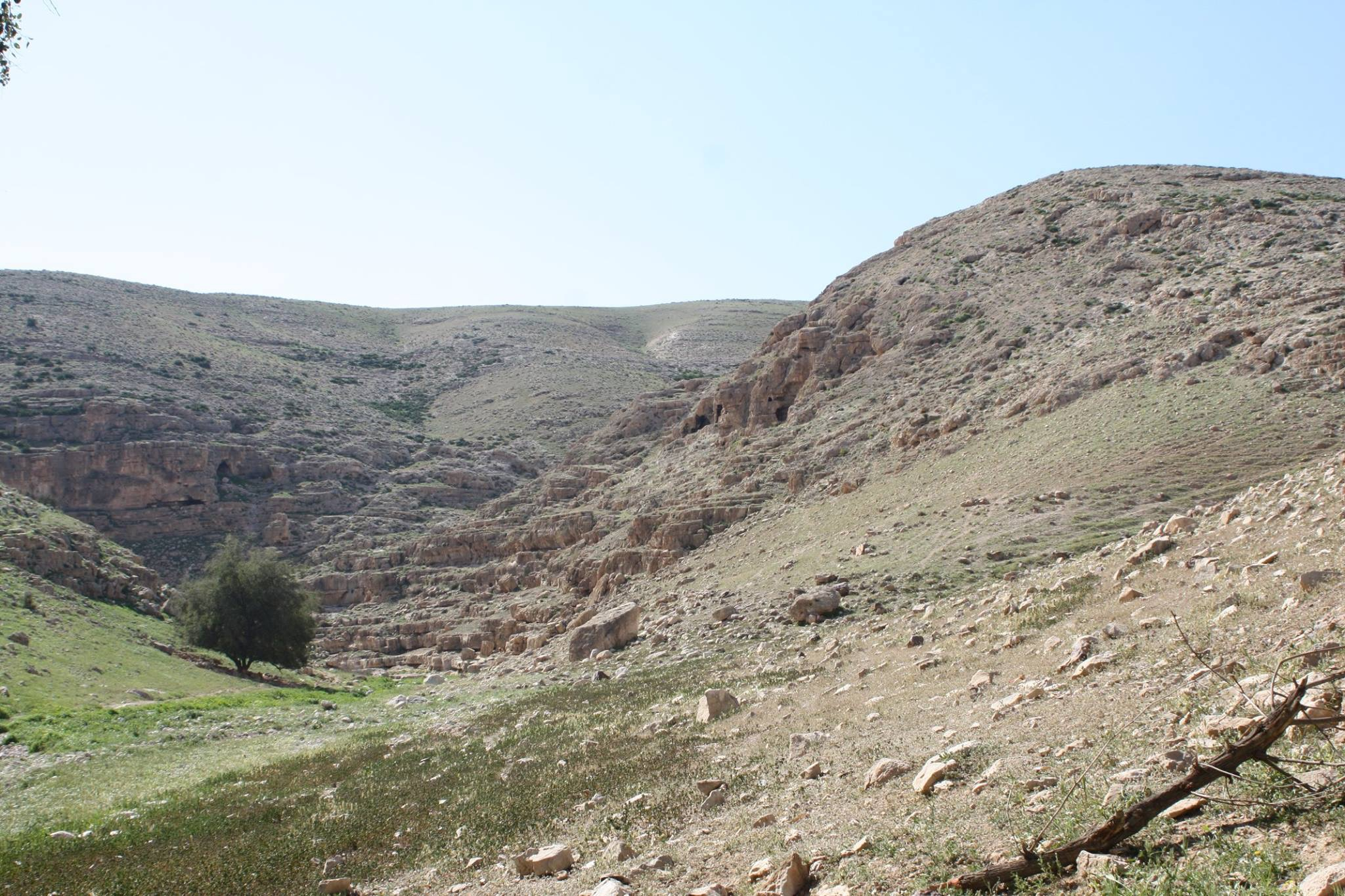
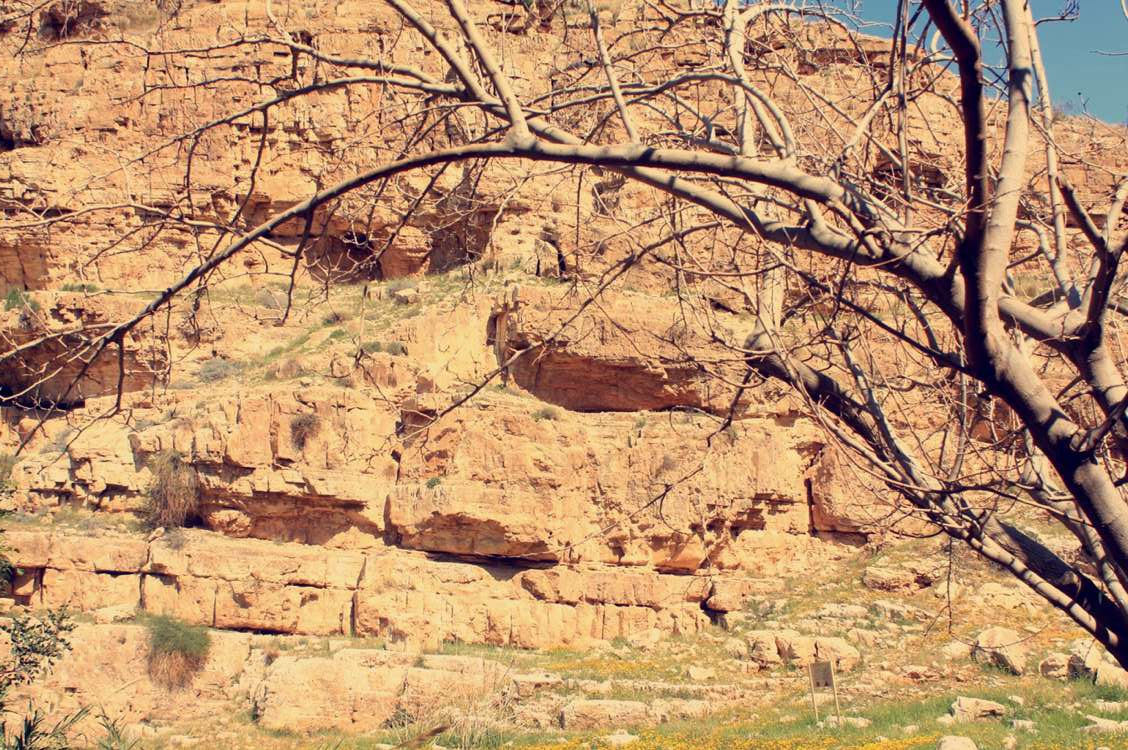
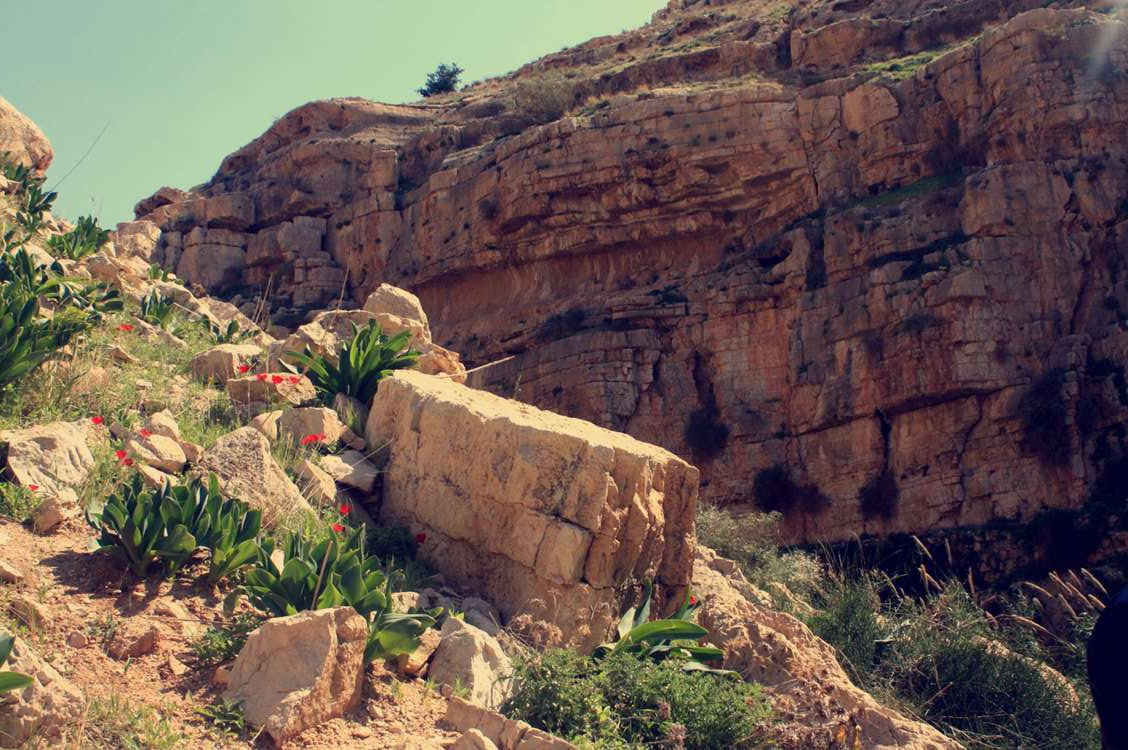
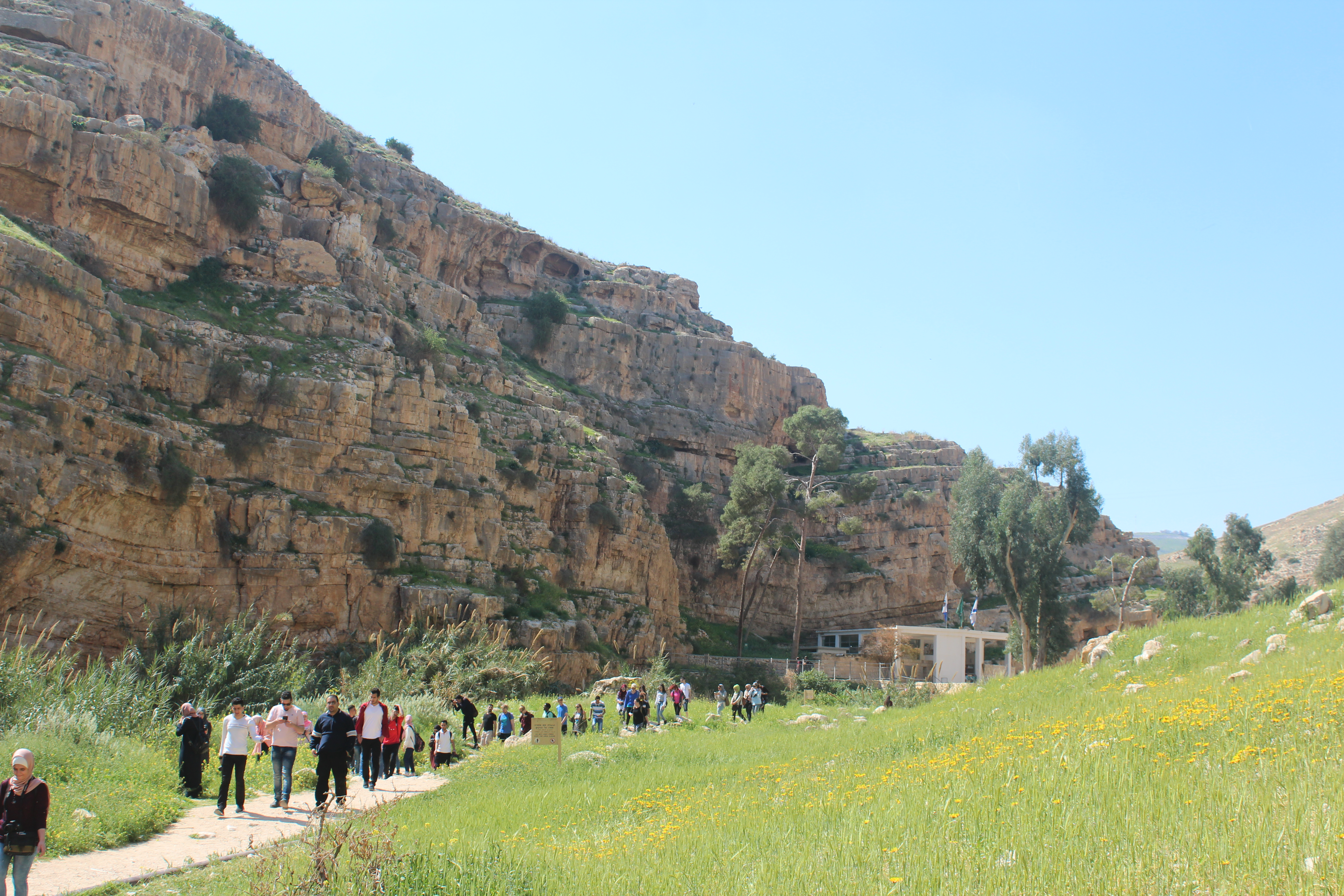
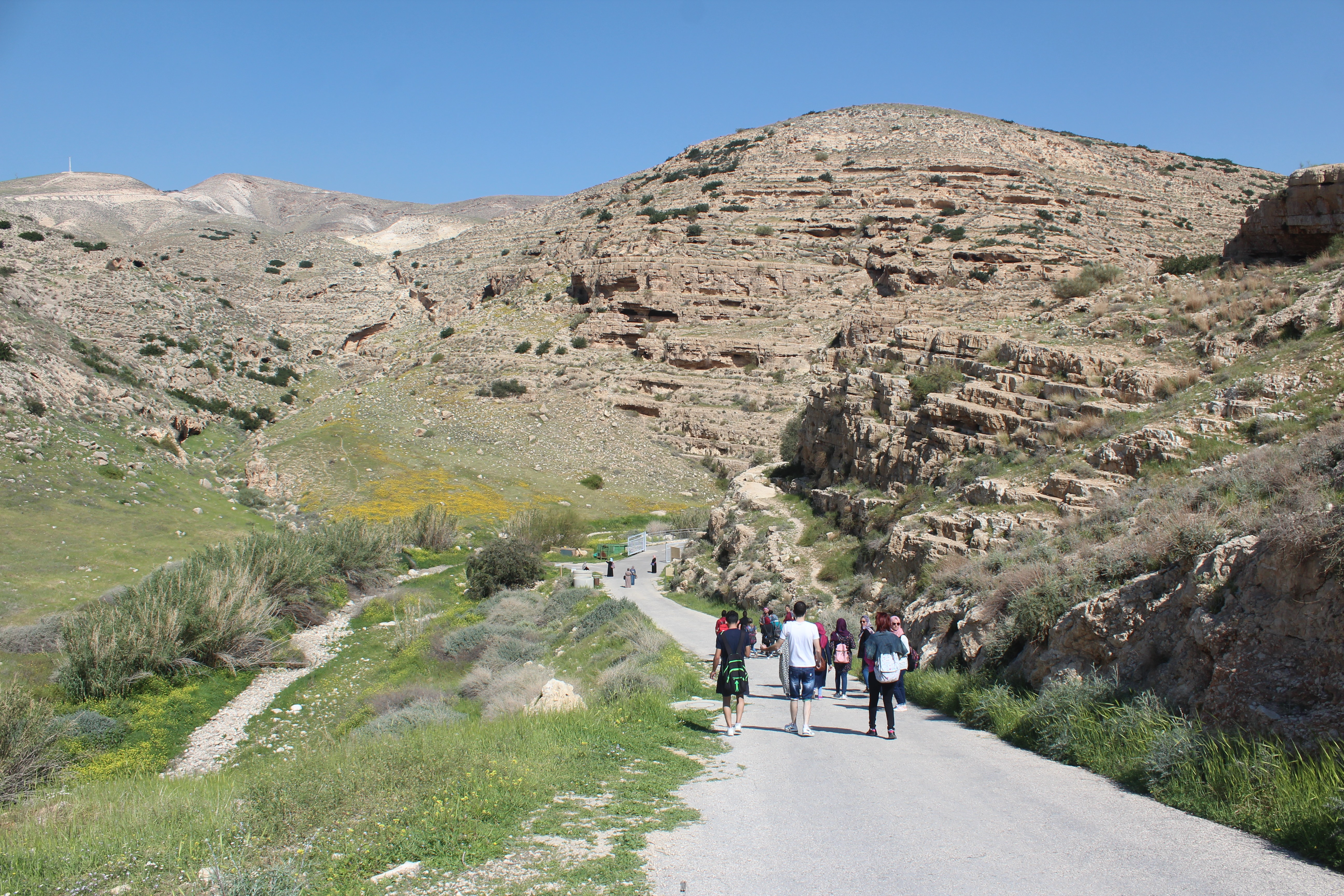
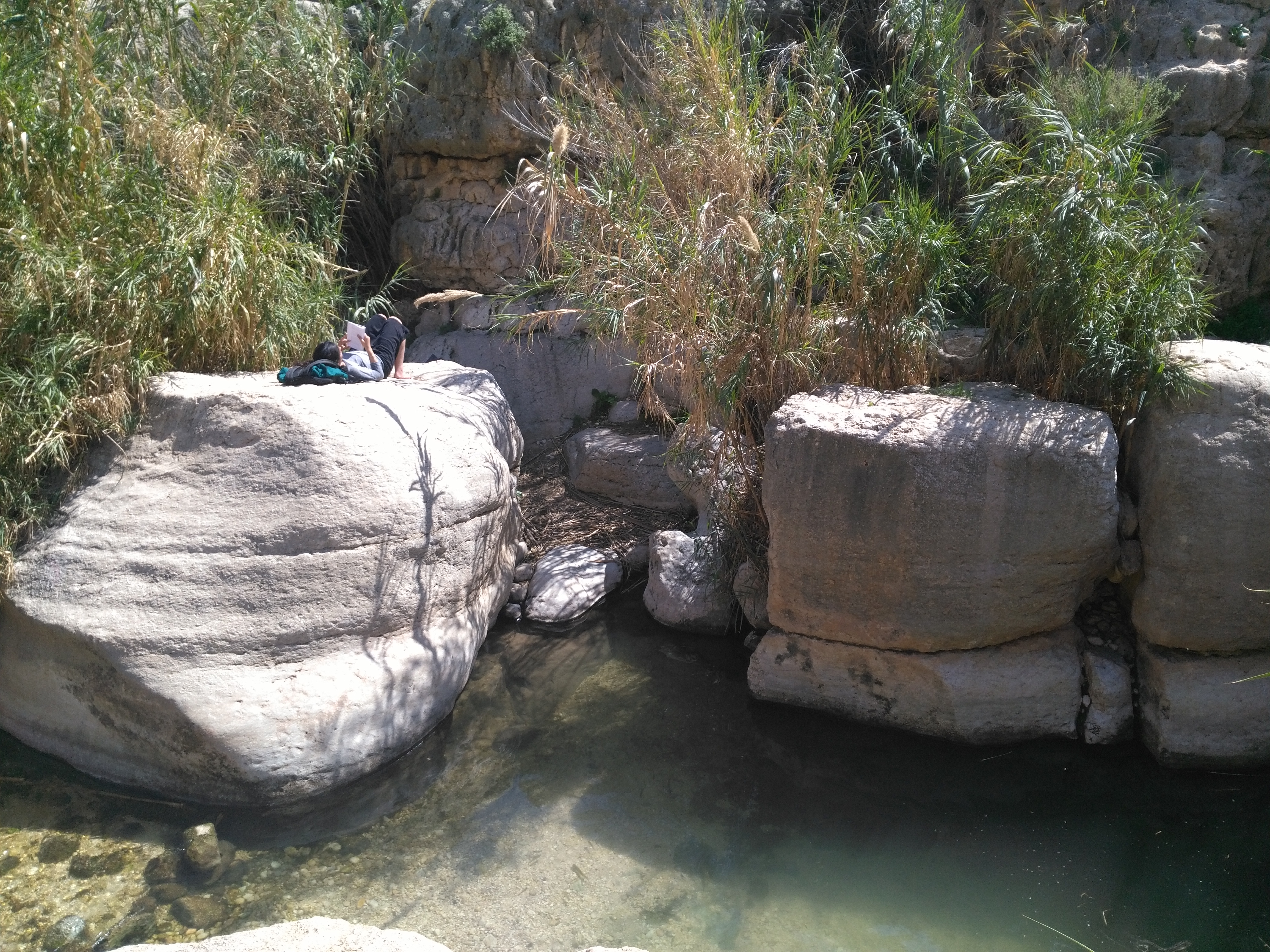
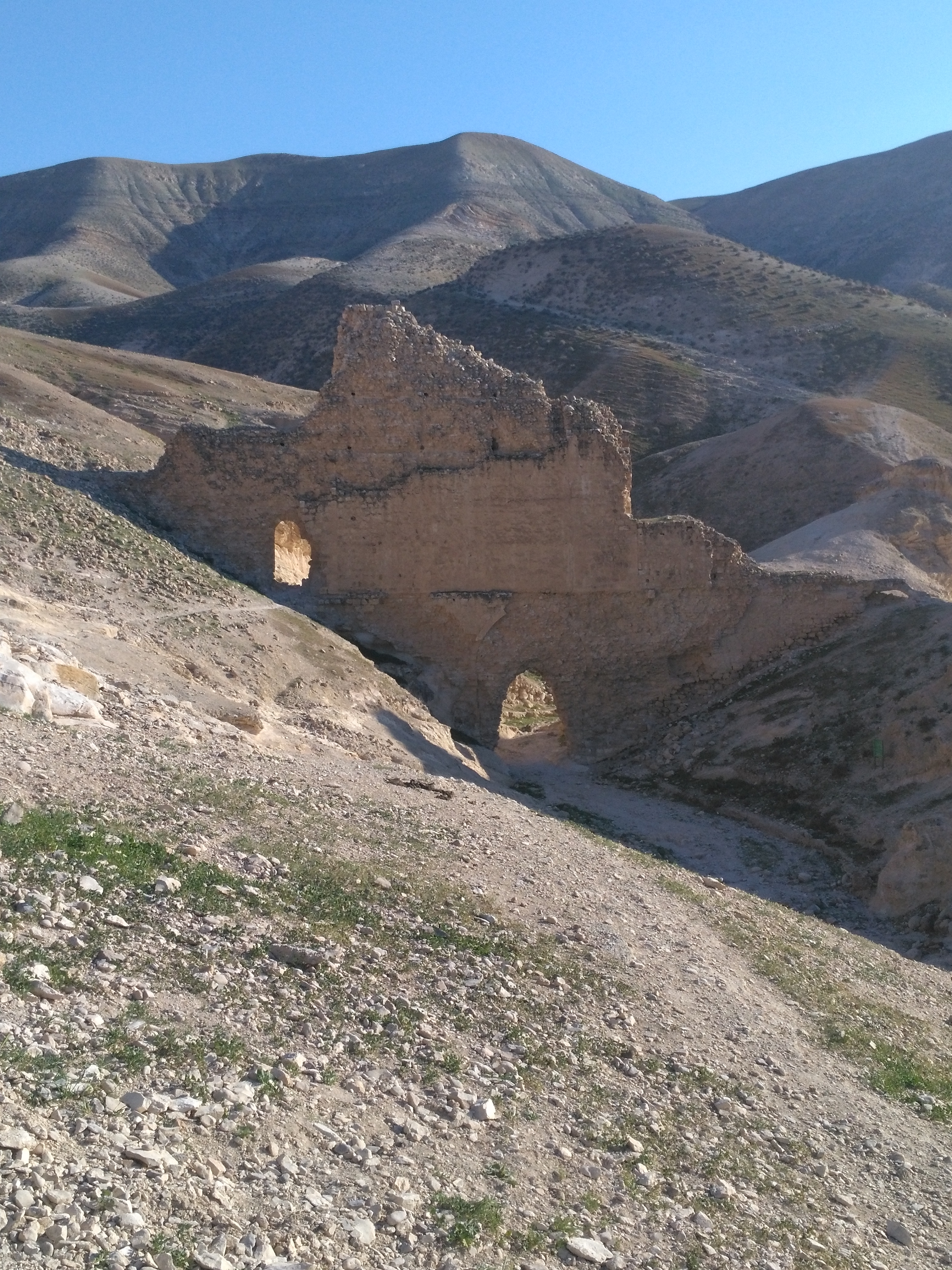
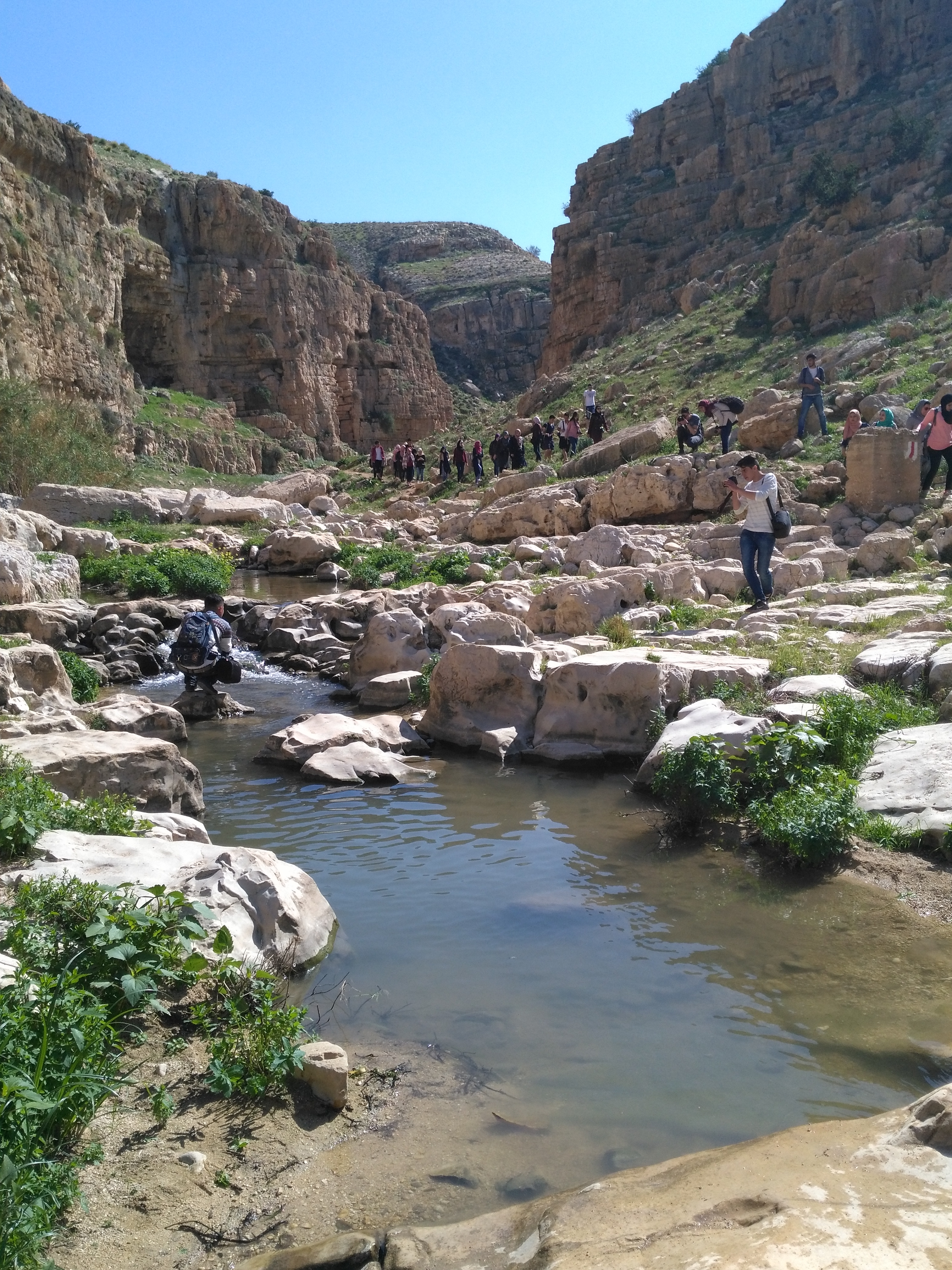

## وصلات خارجية
- وادي القلط: الطبيعة والثقافة والروحانيات